# Kathy Bates
Kathleen Doyle Bates (Memphis, 28 giugno 1948) è un'attrice e regista statunitense.
È salita alla ribalta con il ruolo della psicopatica Annie Wilkes in Misery non deve morire (1990), per il quale ha vinto l'Oscar alla miglior attrice e il Golden Globe per la migliore attrice in un film drammatico. Nel 1998, l'American Film Institute inserisce la sua interpretazione al 17º posto nella classifica dei 50 migliori cattivi del cinema statunitense. Ha ricevuto altre tre candidature agli Oscar come miglior attrice non protagonista per le sue interpretazioni ne I colori della vittoria (1998), A proposito di Schmidt (2002) e Richard Jewell (2019).
In campo televisivo, ha ricevuto 14 candidature agli Emmy, di cui tre vittorie per i suoi ruoli nelle serie televisive Due uomini e mezzo e American Horror Story e per il miglior programma storico/culturale per The Legend of Pancho Barnes and the Happy Bottom Riding Club. Attiva anche in campo teatrale è stata candidata al Tony Award alla miglior attrice protagonista in un'opera teatrale per il dramma Premio Pulitzer Buonanotte mamma in scena a Broadway, oltre ad aver vinto l'Obie Award per la sua interpretazione nella commedia Frankie and Johnny in the Clair de Lune.

## Biografia
È l'ultima dei tre figli dell'ingegnere meccanico Langdon Doyle Bates e della casalinga Bertye Kathleen Talbert. Il nonno paterno, Finis L.Bates, era un facoltoso avvocato ed autore di un noto libro storico,   The Escape and Suicide of John Wilkes Booth, pubblicato nel 1907.

### Carriera

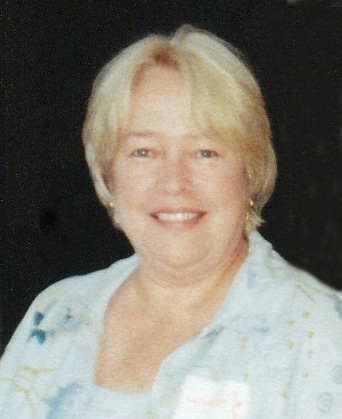
Kathy Bates ai Premi Emmy 1999

Di origini inglesi, scozzesi, irlandesi e tedesche, si è laureata in teatro alla Southern Methodist University nel 1980, avvicinandosi poi al mondo dello spettacolo dapprima come cantante, per poi scoprire una naturale propensione alla recitazione. Verso la metà degli anni settanta debutta nel cinema, anche se successivamente si dedicherà soprattutto alla televisione. Nel 1982 ottiene il suo primo importante ruolo cinematografico nel film Jimmy Dean, Jimmy Dean, (1982) di Robert Altman, in cui è una fan del divo James Dean, al fianco di attrici del calibro di Sandy Dennis, Cher e Karen Black. Successivamente continua a dividersi tra il cinema e la televisione. Nel 1983 riceve una candidatura al Tony Award per lo spettacolo Buonanotte mamma.
In un'intervista al New York Times afferma che più di un agente le ha detto che lei non era abbastanza attraente per diventare un'attrice di successo:
Il successo internazionale arriva grazie alla sua interpretazione della sadica e mentalmente disturbata Annie Wilkes nel thriller Misery non deve morire (1990) di Rob Reiner, con James Caan nella parte dello scrittore Paul Sheldon, tratto dall'omonimo romanzo di Stephen King. Il film ottiene grande successo, e la sua interpretazione viene così acclamata da ricevere un premio Oscar e un Golden Globe come migliore attrice protagonista.
Negli anni seguenti è impegnata in personaggi ora protagonisti, ora di contorno: è la delicata e fragile donna con un matrimonio in crisi che si rifugia nell'amicizia con un'anziana signora nel malinconico Pomodori verdi fritti alla fermata del treno, (1991) di Jon Avnet; l'ambigua domestica accusata della morte della sua datrice di lavoro nel cupo L'ultima eclissi, (1995) di Taylor Hackford; la determinata detective Shirley Vogel in Diabolique; l'eccentrica arricchita Molly Brown nel kolossal Titanic, (1997) di James Cameron; l'omosessuale idealista di I colori della vittoria, (1998) di Mike Nichols nominata agli Oscar 1998; la debordante e lasciva con-suocera di un disincantato Jack Nicholson in A proposito di Schmidt, (2002) di Alexander Payne con cui si conquista una candidatura agli Oscar 2003.

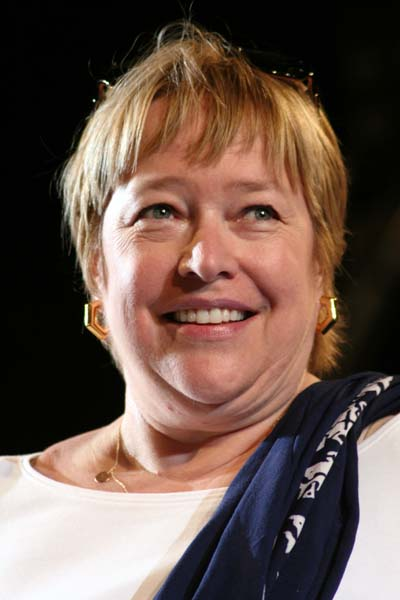
Kathy Bates al Giffoni Film Festival 2006

Attiva anche in televisione, dal 2003 al 2005 l'attrice partecipa a 10 episodi della serie televisiva Six Feet Under, dirigendo inoltre cinque episodi. Nel 2004 ha recitato nel breve ruolo della regina Vittoria nel film Il giro del mondo in 80 giorni. Tra il 2010 e il 2011 partecipa ad otto episodi della serie comica The Office. Dal 17 gennaio 2011 al marzo 2012 è stata la protagonista del legal drama della rete NBC Harry's Law, interpretando il ruolo dell'avvocato Harriet Korn che dopo aver perso il lavoro, apre un suo studio legale in un ex negozio di scarpe abbandonato in un quartiere malfamato di Cincinnati. Dal 2013 entra a far parte del cast della terza stagione della serie TV antologica American Horror Story, Coven, recitando nei panni di Delphine LaLaurie, per il quale ottiene diverse candidature sia ai Critics' Choice Awards che ai Satellite Awards, ma soprattutto si aggiudica, nell'agosto 2014 il secondo Premio Emmy della sua carriera.
Partecipa alle altre tre stagioni della serie, Freak Show interpretando il ruolo della donna barbuta Ethel Darling (la cui performance ottiene la candidatura al Premio Emmy e al Golden Globe), alla quinta, Hotel come la manager dell'Hotel Cortez Iris (ricevendo grazie ad esso nuovamente la candidatura ai Critics' Choice Awards 2016) e alla sesta, Roanoke come l'instabile attrice Agnes Mary Winstead. Per Hotel, Il 14 luglio 2016 riceve una candidatura come "miglior attrice non protagonista in una serie TV o film per la televisione" agli Emmy Awards. Nel settembre 2016 le viene dedicata una stella sulla Hollywood Walk of Fame. Nel 2018 ritorna dopo due anni ad American Horror Story, per l'ottava stagione, Apocalypse, nei panni della spietata e sadica Miriam Mead.

## Vita privata
Nel 1991, dopo 14 anni di convivenza, ha sposato il collega Tony Campisi dal quale poi ha divorziato nel 1997.
Nel 2003 le fu diagnosticato un cancro alle ovaie da cui è guarita dopo alcuni mesi di radio e chemioterapia. Durante l'estate 2012 le fu diagnosticato un altro tumore, questa volta al seno, e l'attrice si sottopose a una doppia mastectomia. Nel 2014 le viene diagnosticato il linfedema ad entrambe le braccia; a partire da quell'anno divenne portavoce nazionale per il linfedema e presidente del consiglio onorario del Lymphatic Education & Research Network.

## Filmografia

### Attrice

#### Cinema
- Taking Off, regia di Miloš Forman (1971)
- Vigilato speciale (Straight Time), regia di Ulu Grosbard (1978)
- Jimmy Dean, Jimmy Dean (Come Back to the Five and Dime, Jimmy Dean, Jimmy Dean), regia di Robert Altman (1982)
- Due come noi (Two of a Kind), regia di John Herzfeld (1983)
- Il mattino dopo (The Morning After), regia di Sidney Lumet (1986)
- Brivido d'estate (Summer Heat), regia di Michie Gleason (1987)
- La brillante carriera di un giovane vampiro (My Best Friend Is a Vampire), regia di Jimmy Huston (1988)
- Arturo 2: On the Rocks (Arthur 2: On the Rocks), regia di Bud Yorkin (1988)
- Signs of Life, regia di John David Coles (1989)
- High Stakes, regia di Amos Kollek (1989)
- Gli uomini della mia vita (Men Don't Leave), regia di Paul Brickman (1990)
- Dick Tracy, regia di Warren Beatty (1990) – cameo
- Calda emozione (White Palace), regia di Luis Mandoki (1990)
- Misery non deve morire (Misery), regia di Rob Reiner (1990)
- The Road to Mecca, regia di Athol Fugard e Peter Goldsmid (1991)
- Ombre e nebbia (Shadows and Fog), regia di Woody Allen (1991)
- Giocando nei campi del Signore (At Play in the Fields of the Lord), regia di Héctor Babenco (1991)
- Pomodori verdi fritti alla fermata del treno (Fried Green Tomatoes), regia di Jon Avnet (1991)
- Doppia anima (Prelude to a Kiss), regia di Norman René (1992)
- La vedova americana (Used People), regia di Beeban Kidron (1992)
- Una casa tutta per noi (A Home of Our Own), regia di Tony Bill (1993)
- Living and Working in Space: The Countdown Has Begun, regia di Rob Mikuriya (1993)
- Genitori cercasi (North), regia di Rob Reiner (1994)
- Curse of the Starving Class, regia di J. Michael McClary (1994)
- L'ultima eclissi (Dolores Claiborne), regia di Taylor Hackford (1995)
- Angus, regia di Patrick Read Johnson (1995)
- Diabolique, regia di Jeremiah S. Chechik (1996)
- Conflitti di famiglia (The War at Home), regia di Emilio Estevez (1996)
- Lo straniero che venne dal mare (Swept from the Sea), regia di Beeban Kidron (1997)
- Titanic, regia di James Cameron (1997)
- I colori della vittoria (Primary Colors), regia di Mike Nichols (1998)
- Waterboy (The Waterboy), regia di Frank Coraci (1998)
- A Civil Action, regia di Steven Zaillian (1998) – cameo non accreditato
- Baby Steps, regia di Geoffrey Nauffts – cortometraggio (1999)
- Bruno, regia di Shirley MacLaine (2000)
- Rat Race, regia Jerry Zucker (2001)
- Gli ultimi fuorilegge (American Outlaws), regia di Les Mayfield (2001)
- Love Liza, regia di Todd Louiso (2002)
- Il segno della libellula - Dragonfly (Dragonfly), regia Tom Shadyac (2002)
- A proposito di Schmidt (About Schmidt), regia di Alexander Payne (2002)
- Insieme per caso (Unconditional Love), regia di P. J. Hogan (2002)
- The Ingrate, regia di Krystoff Przykucki – cortometraggio (2004)
- Il giro del mondo in 80 giorni (Around the World in 80 Days), regia di Frank Coraci (2004)
- Tutte le ex del mio ragazzo (Little Black Book), regia di Nick Hurran (2004)
- Il ponte di San Luis Rey (The Bridge of San Luis Rey), regia di Mary McGuckian (2004)
- Vizi di famiglia (Rumor Has It...), regia di Rob Reiner (2005) – cameo non accreditato
- Solace, regia di Jonah Salander – cortometraggio (2006)
- A casa con i suoi (Failure to Launch), regia di Tom Dey (2006)
- Relative Strangers - Aiuto! sono arrivati i miei (Relative Strangers), regia di Greg Glienna (2006)
- Quel che resta di mio marito (Bonneville), regia di Christopher N. Rowley (2006)
- Have Mercy, regia di Kathy Bates (2006)
- Guilty Hearts, regia di George Augusto e Savina Dellicour (2006)
- Fred Claus - Un fratello sotto l'albero (Fred Claus), regia di David Dobkin (2007)
- P. S. I Love You, regia di Richard LaGravenese (2007)
- The Family That Preys, regia di Tyler Perry (2008)
- Ultimatum alla Terra (The Day the Earth Stood Still), regia di Scott Derrickson (2008)
- Revolutionary Road, regia di Sam Mendes (2008)
- Chéri, regia di Stephen Frears (2009)
- Personal Effects, regia di David Hollander (2009)
- The Blind Side, regia di John Lee Hancock (2009)
- Appuntamento con l'amore (Valentine's Day), regia di Garry Marshall (2010)
- Il mio angolo di paradiso (A Little Bit of Heaven), regia di Nicole Kassell (2011)
- You May Not Kiss the Bride, regia di Rob Hedden (2011)
- Midnight in Paris, regia di Woody Allen (2011)
- Tammy, regia di Ben Falcone (2014)
- L'ottava nota - Boychoir (Boychoir), regia di François Girard (2014)
- La grande Gilly Hopkins (The Great Gilly Hopkins), regia di Stephen Herek (2015)
- The Boss, regia di Ben Falcone (2016)
- Babbo bastardo 2 (Bad Santa 2), regia di Mark Waters (2016)
- Complete Unknown - Cambio d'identità (Complete Unknown), regia di Joshua Marston (2016)
- Krystal, regia di William H. Macy (2017)
- Una giusta causa (On the Basis of Sex), regia di Mimi Leder (2018)
- La mia vita con John F. Donovan (The Death and Life of John F. Donovan), regia di Xavier Dolan (2018)
- Highwaymen - L'ultima imboscata (The Highwaymen), regia di John Lee Hancock (2019)
- Richard Jewell, regia di Clint Eastwood (2019)
- Home, regia di Franka Potente (2020)
- Ci sei Dio? Sono io, Margaret, (Are You There, God? It's Me, Margaret), regia di Kelly Fremon Craig (2023)
- The Miracle Club, regia di Thaddeus O'Sullivan (2023)
- Summer Camp, regia di Castilel Landon (2024)
- A Family Affair, regia di Richard LaGravenese (2024)

#### Televisione
- Love Boat – serie TV, episodio 1x13 (1977)
- L'ombra dello scorpione (The Stand) – miniserie TV (1994)
- The Late Shift, regia di Betty Thomas – film TV (1994)
- Una famiglia del terzo tipo (3rd Rock from the Sun) – serie TV, episodio 4x20 (1999)
- Annie - Cercasi genitori (Annie), regia di Rob Marshall – film TV (1999)
- Six Feet Under – serie TV, 10 episodi (2003-2005)
- Franklin D. Roosevelt - Un uomo, un presidente (Warm Springs), regia di Joseph Sargent – film TV (2005)
- Alice, regia di Nick Willing – miniserie TV (2009)
- The Office – serie TV, 8 episodi (2010-2011)
- Harry's Law – serie TV, 34 episodi (2011-2012)
- Due uomini e mezzo (Two and a Half Men) – serie TV, episodio 9x22 (2012)
- American Horror Story – serie TV, 51 episodi (2013-2018)
- Mike & Molly – serie TV, episodi 4x15-5x18 (2014-2015)
- Feud – serie TV, 5 episodi (2017)
- Disjointed – serie TV, 20 episodi (2017-2018)
- The Big Bang Theory – serie TV, episodi 11x24-12x01-12x08 (2018)
- The Great Lillian Hall, regia di Michael Cristofer – film TV (2024)
- Matlock – serie TV, 19 episodi (2024-in corso)

### Doppiatrice
- The Effects of Magic, regia di Charlie e Chuck Martinez (1998)
- Il viaggio di Natale di Braccio di Ferro (Popeye's Voyage: The Quest for Pappy), regia di Ezekiel Norton (2003)
- La tela di Carlotta (Charlotte's Web), regia di Gary Winick (2006)
- Christmas Is Here Again, regia di Robert Zappia (2007)
- Bee Movie, regia di Steve Hickner e Simon J. Smith (2007)
- La bussola d'oro (The Golden Compass), regia di Chris Weitz (2007)
- Cadaver, regia di Jonah D. Ansell – cortometraggio (2012)

### Regista
- Great Performances – programma TV, puntata 23x11 (1995)
- Homicide (Homicide: Life on the Street) – serie TV, episodio 4x18 (1996)
- NYPD - New York Police Department (NYPD Blue) – serie TV, episodio 4x18 (1997)
- Oz – serie TV, episodio 2x05 (1998)
- Dash and Lilly – film TV (1999)
- Everwood – serie TV, episodio 1x02 (2002)
- Six Feet Under – serie TV, 5 episodi (2001-2003)
- Fargo – episodio pilota (2003)
- Ambulance Girl – film TV (2005)
- Have Mercy (2006)

## Teatro
- Casserole, Playwrights Horizons dell'Off-Broadway (1975)
- A Quality of Mercy, Playwrights Horizons dell'Off-Broadway (1975)
- Vanities, Playwrights Horizons dell'Off-Broadway (1976)
- The Art of Dining, The Public Theater dell'Off-Broadway (1979)
- Goodbye Fidel, Ambassador Theatre di Broadway (1980)
- Fifth of July, Academy Theatre di Broadway (1981)
- Come Back to the 5 & Dime Jimmy Dean, Jimmy Dean, Martin Beck Theatre di Broadway (1982)
- 'night, Mother, American Repertory Theatre di Cambridge (1983), John Golden Theatre e Music Box Theatre di Broadway (1984)
- Curse of the Starving Class, Promenade Theatre dell'Off Broadway (1985)
- Frankie and Johnny in the Clair de Lune, Manhattan Theatre Club e Westside Theatre dell'Off-Broadway (1987)
- The Road to Mecca, Promenade Theatre dell'Off-Broadway (1988)
- Master Class, Broadhurst Theatre di Broadway (2006)

## Riconoscimenti
- Premio Oscar
  - Miglior attrice per Misery non deve morire
  - Candidatura alla miglior attrice non protagonista per I colori della vittoria
  - Candidatura alla miglior attrice non protagonista per A proposito di Schmidt
  - Candidatura alla miglior attrice non protagonista per Richard Jewell[20]
- Golden Globe
  - Miglior attrice per Misery
  - Candidatura alla miglior attrice per Pomodori verdi fritti alla fermata del treno
  - Miglior attrice non protagonista per The Late Shift
  - Candidatura alla miglior attrice non protagonista per I colori della vittoria
  - Candidatura alla miglior attrice non protagonista per Annie - Cercasi genitori
  - Candidatura alla miglior attrice non protagonista per A proposito di Schmidt
  - Candidatura alla miglior attrice non protagonista per Richard Jewell[21]
- British Academy Film Award
  - Candidatura alla miglior attrice non protagonista per Pomodori verdi fritti alla fermata del treno
  - Candidatura alla miglior attrice non protagonista per I colori della vittoria
- Premio Emmy
  - Candidatura alla miglior attrice non protagonista in una miniserie o film per The late shift
  - Candidatura alla miglior attrice non protagonista in una miniserie o film per Annie - Genitori cercasi
  - Candidatura alla miglior guest actress in una serie commedia per Una famiglia del terzo tipo
  - Candidatura alla miglior regia per un film, miniserie o speciale drammatico per Dash & Lilly
  - Candidatura alla miglior guest actress in una serie commedia Six Feet Under
  - Candidatura alla miglior attrice protagonista in una miniserie o film per Ambulance Girl
  - Candidatura alla miglior attrice non protagonista in una miniserie o film per Alice
  - Miglior programma storico/culturale per The Legend of Pancho Barnes and the Happy Bottom Riding Club
  - Candidatura alla miglior attrice protagonista in una serie drammatica per Harry's Law
  - Miglior guest actress in una serie commedia per Two and a half man
  - Miglior attrice non protagonista in una miniserie o film per American Horror Story: Coven
  - Candidatura alla miglior attrice non protagonista in una miniserie o film per American Horror Story: Freak Show
  - Candidatura alla miglior attrice non protagonista in una miniserie o film per American Horror Story: Hotel
- Satellite Award
  - Migliore attrice non protagonista in una serie, mini-serie o film per la televisione per The late shift
  - Candidatura alla miglior attrice non protagonista per I colori della vittoria
  - Candidatura alla miglior attrice in una mini-serie o film per la televisione per Annie
  - Candidatura alla miglior attrice non protagonista per A proposito di Schmidt
  - Candidatura alla miglior attrice in una mini-serie o film per la televisione per My Sister's Keeper
- Screen Actors Guild Award
  - Migliore attrice in una miniserie o film per la televisione per The late shift
  - Candidatura al miglior cast per Titanic
  - Migliore attrice non protagonista per I colori della vittoria
  - Candidatura alla migliore attrice in una miniserie o film per la televisione per Annie
  - Candidatura alla migliore attrice non protagonista per A proposito di Schmidt
  - Candidatura alla migliore attrice in una miniserie o film per la televisione per My Sister's Keeper
- Tony Award
  - Candidatura alla miglior attrice per Una finestra nella notte

## Doppiatrici italiane
Nelle versioni in italiano delle opere in cui ha recitato, Kathy Bates è stata doppiata da:
- Vittoria Febbi in High Stakes, Misery non deve morire, La vedova americana, I colori della vittoria, A Civil Action, Il segno della libellula - Dragonfly, Insieme per caso, Vizi di famiglia, The Office, A casa con i suoi, P.S. I Love You, Ultimatum alla Terra, Chéri, Mike & Molly, Il mio angolo di paradiso, American Horror Story, L'ottava nota - Boychoir, La grande Gilly Hopkins, The Boss, Feud, La mia vita con John F. Donovan, Richard Jewell, Summer Camp
- Angiola Baggi in Titanic, Waterboy, Six Feet Under, Due uomini e mezzo, Il ponte di San Luis Rey, Franklin D. Roosevelt - Un uomo, un presidente, The Blind Side, Harry's Law, Tammy, The Big Bang Theory, Una giusta causa, Highwaymen - L'ultima imboscata, Ci sei Dio? Sono io, Margaret!, A Family Affair, Matlock
- Lorenza Biella in Pomodori verdi fritti alla fermata del treno, Relative Strangers - Aiuto! sono arrivati i miei, Quel che resta di mio marito, Revolutionary Road, Babbo Bastardo 2
- Rita Savagnone in A proposito di Schmidt, Il giro del mondo in 80 giorni, Tutte le ex del mio ragazzo, Disjointed
- Paila Pavese in Vigilato speciale, Ombre e nebbia, Personal Effects
- Barbara Castracane in Calda emozione, Giocando nei campi del Signore
- Sonia Scotti in Appuntamento con l'amore, The Miracle Club
- Serena Verdirosi in L'ombra dello scorpione
- Valeria Moriconi in L'ultima eclissi
- Solvejg D'Assunta in Una casa tutta per noi
- Melina Martello in Diabolique
- Silvia Pepitoni in Annie
- Miranda Bonansea in Lo straniero che venne dal mare
- Maria Pia Di Meo in Rat Race
- Paola Mannoni ne Gli ultimi fuorilegge
- Lucia Valenti in Love Liza
- Aurora Cancian in Fred Claus - Un fratello sotto l'albero
- Ludovica Modugno in Midnight in Paris

Da doppiatrice è sostituita da:
- Lorenza Biella in La bussola d'oro
- Giò Giò Rapattoni in Il viaggio di Natale di Braccio di Ferro
- Roberta Greganti in Bee Movie
- Laura Boccanera in La tela di Carlotta